# Nubia Melina Jaime Don Juan
Nubia Melina Jaime Donjuan (Hermosillo, Sonora, 19 de enero de 1984) compositora, arreglista y violonchelista. Ganadora del Concurso de Composición para Orquesta de Cámara Arturo Márquez 2021, que otorga la Sociedad de Autores y Compositores de México (SACM) y el Instituto Nacional de Bellas Artes y Literatura (INBAL).

## Trayectoria
Nubia Jaime ha adoptado las expresiones artísticas y culturales de su entorno para crear su música, y con una innegable tendencia a inspirarse por elementos de la naturaleza y la influencia de su padre músico y madre historiadora.
Inició sus estudios de violonchelo a los seis años de edad en el Programa de Música Orquestal del Instituto Sonorense de Cultura.
Continuó sus estudios profesionales de licenciatura en Música en la Universidad de Sonora. 
Ha estudiado composición con Arturo Márquez y Alexis Aranda, Clase Maestra con Brian Banks por parte de la UDLAP y orquestación con David H. Bretón. Ha colaborado con la Orquesta Mexicana de las Artes, Orquesta de Cámara de Mérida, Orquesta Sinfónica del Instituto Politécnico Nacional, Orquesta Filarmónica de Sonora, Orquesta Iberoamericana, Orquesta Filarmónica del Tzinzuni, Orquesta Sinfónica de la BUAP, Dartmouth College Wind Ensemble, The Valley Winds, University of North Florida Wind Symphony, entre otras.
Es integrante de Las Montoneras, colectiva que conjunta la labor de compositoras, intérpretes e investigadoras buscando visibilizar el trabajo de las mujeres en la escena musical del país.
Fue parte del Simposio Música México (Symposium Mexico Music) de la iniciativa de Repertorio Mexicano en Dartmouth, una colección de composiciones mexicanas, el cual se llevó a cabo en el Hopkins Center for the Arts en 2022.
Fue jurado en el primer Concurso de Composición de obras para saxofón SER.
Afiliada a la Sociedad de Autores y Compositores de México SACM.
Su Danzón Sahuaro fue interpretado por el Krimmel Intermediate Symphonic Band en The Midwest Clinic 2022 en Chicago.
Compositora residente del District 300 Honor Band en Algonquin.
Es la compositora elegida por el Commissionig Consortium para componer la obra Monarch Migration para Banda Sinfónica, Orquesta de Cuerda y Orquesta Sinfónica inspirada en el libro de la escritora Ann Hobbie.
Locutora del programa de radio “Nada Clásicas” transmitido en Opus 94 del Instituto Mexicano de la Radio.  
Su música ha sido interpretada por la Orquesta Mexicana de las Artes, Orquesta de Cámara de Mérida, Orquesta Sinfónica del Instituto Politécnico Nacional, Dartmouth College Wind Ensemble, The Valley Winds, Orquesta Iberoamericana, Orquesta Filarmónica del Tzinzuni, University of North Florida Wind Symphony, Orquesta Escuela Carlos Chávez, Orquesta Sinfónica de la BUAP, Banda de Música de la Facultad de Música de la UNAM, Orquesta “Nosotras Sonamos”, Krimel Intermediate Band, entre otras. 
Es la primera mujer ganadora del Concurso de Composición para Orquesta de Cámara Arturo Márquez, 2021, que otorga la Sociedad de Autores y Compositores de México y el Instituto Nacional de Bellas Artes y Literatura.

### Participaciones como instrumentista
- Orquesta Juvenil Sinfónica de Sonora de 1999 a 2003.
- Orquesta Filarmónica de Sonora —violonchelista coprincipal— de 2003.
- Quinteto Pitic, violonchelista, desde 2016, beneficiario del FONCA 2021-2022.
- Camerata del Quinteto Pitic, violonchelista y directora artística, desde 2017.

## Obra
- Little Mexican Suite
- Suite TERRA
- Maso Ye’eme
- A su Merced, Don José
- Danzón Alcatraz
- Danza Mestiza
- Camino al Paraíso
- Opat Kapjlin
- Brujas
- Son Sol
- Son de la Arena
- En el Exilio.[11]